# Windaria
Windaria (童話めいた戦史ウインダリア, Dōwa Meita Senshi Uindaria) est un roman et un film à thème de science-fiction et drame romantique créé par Keisuke Fujikawa. 
Cette œuvre a été adaptée en film par Kunihiko Yuyama, sorti au Japon en 1986, puis en France sous les titres Il était une fois… Windaria ou encore Windaria, la fable tragique. Le character design est de Mutsumi Inomata. Le scénario a été comparé au drame romantique de Romeo et Juliette, où le bien et le mal ne sont pas clairement délimités.

## Synopsis
Dans le monde imaginaire de Windaria à une époque inconnue, les deux royaumes d’Itha et de Paro cohabitent en paix au pied de l’arbre de vie géant, Windaria. Itha, un royaume maritime riche, est gouverné par l’impératrice Guinebia. Paro, un royaume qui souffre des maux de l’industrialisation, est gouverné par le roi Lanslot. Après une tentative avortée de prise de pouvoir de Paro sur Itha, les deux royaumes sont sur le pied de guerre. Cela compromet la liaison secrète entre la princesse d'Itha et le prince de Paro qui avaient l'espoir secret d’unir les deux royaumes. Le royaume de Paro réussit à convaincre Izun, un jeune fermier de la Vallée neutre, de devenir leur agent pour communiquer avec le royaume d’Isa. La guerre éclate dans la Vallée et les héritiers des deux royaumes se trouvent contraints malgré eux de diriger leurs armées l’une contre l’autre. Izun se voit proposer par Paro la mission d’aller inonder Itha pour mettre fin à la guerre, avec la promesse d’une forte récompense et que la Vallée soit épargnée. Pendant ce temps, la princesse Arahnas et le prince Jill se rencontrent une dernière fois. Réalisant ce qui les a poussés à la guerre, Arahnas tue Jill puis met fin à ses propres jours. Izun ayant réussi sa mission se voit célébrer de retour à Paro, mais le royaume cherche à l’éliminer pour couvrir la mission. Alors qu’Izun s’échappe, il prend conscience du mal qu’il a commis et découvre que sa jeune épouse a été aussi tuée pendant le conflit. Il s’en remet à l’arbre de Windaria pour reconstruire ce monde ravagé. 

## Personnages principaux
- Royaume d’Itha (Lunaria en VF): Impératrice Guinebia, Princesse Arahnas

- Royaume de Paro (Terre de L’ombre en VF): Roi Lanslot (Draco en VF), Prince Jill, Conseiller Lagado

- Saki / Vallée -Territoire neutre: Izu (Izun en VF), Marin (Marine en VF)

## Adaptations

### Film

#### Fiche technique du film
- Titre :  Windaria
- Réalisation : Kunihiko Yuyama
- Scénario : Keisuke Fujikawa
- Character design : Mutsumi Inomata
- Musique : Ryuji Sasai, Satoshi Kadokura
- Pays d'origine :  Japon
- Année de production : 1986
- Genre : Science-fiction, aventure, Drame romantique
- Durée : 101 minutes
- Dates de sortie: 1999 VHS (Kazé)

#### Thèmes musicaux
Écrits par Joe Hisaishi et Satoshi Kadokura, chantés par Akino Arai et arrangés par Satoshi Kadokura :
- Yakusoku (約束?)
- Utsukushii Hoshi (美しい星?)

#### Doublage
Voix françaises (VSI Paris - Chinkel S.A. )

### Jeux video
- Dungeon of Windaria, RPG  sortie en 2008 sur Nintendo DS